# Зубова, Мария Воиновна
Мария Воиновна Зубова (урождённая Римская-Корсакова; 1749 (?) — 1799, Санкт-Петербург) — известная в своё время певица и любительница народных песен.

## Биография и творчество
Дочь вице-адмирала В. Я. Римского-Корсакова, замужем за А. Н. Зубовым (правитель Курского наместничества с 1791 года).
Зубова «сочинила немало разных весьма изрядных стихотворений, а особливо песен» («Опыт» Новикова), из которых некоторые напечатаны во II части «Собрания разных песен» Новикова-Чулкова (СПб., 1770; 2-е изд., 1788).
Считалась лучшей исполнительницей народных песен на великосветских вечерах.
Широко известна в XVIII веке и на протяжении всего XIX века её песенка «Я в пустыню удаляюсь от прекрасных здешних мест» (1791), однако в некоторых источниках авторство указано как «народная». Строки этой песни стали в русском языке крылатым выражением, употребляемым и в настоящее время.
По словам М. Н. Макарова, Зубова «была самая приятнейшая певица в начале царствования Екатерины II». Ею было сделано также несколько переводов с французского, оставшихся ненапечатанными.
Ф. В. Ростопчин в письме к С. Р. Воронцову от 9 октября 1799, уведомляя последнего о внезапной смерти Зубовой от апоплексического удара за бостоном у Н. К. Загряжской, называет умершую «умной и любезной женщиной во вкусе г-на Мортеля», героя романа П.-А.-Ф. Шодерло де Лакло «Опасные связи»